# 雪松甲龍屬
雪松甲龍屬（學名：Cedarpelta）是已知最原始的甲龍科恐龍之一，牠的頭顱骨化石是在北美洲的下白堊紀地層發現。這個頭顱骨缺少了被認為是甲龍科祖徵的頭蓋裝飾物。
牠的模式種是貝哈氏雪松甲龍（C. bilbeyhallorum）。屬名意為「雪松山的裝甲」，是以發現化石的雪松山組為名；而種名則是按其發現者Sue Ann Bilbey及Evan Hall而來的。
目前被歸類於雪松甲龍的所有化石，都是發現於猶他州雪松山組的Ruby Ranch段。放射性測定發現該地點是屬於阿普第階/阿爾布階交接時期，約1億1600萬到1億900萬年前。

## 敘述
在2001年，肯尼思·卡彭特（Kenneth Carpenter）等人提出雪松山龍的鑑定特徵：翼骨延長，尾外側有滑車形的骨突、前上頜骨有六顆圓錐狀牙齒、筆直的坐骨。前上頜骨的牙齒是一種祖徵，因為這也在其他原始的鳥臀目發現。相反地，眼窩後的側顳孔（Lateral temporal fenestra ）閉合，是甲龍科的衍徵。
已發現的兩個頭顱骨，長度估計為60厘米。其中一個頭顱骨是關節脫落的狀態。這是古生物學家第一次可以研究的甲龍科完整頭骨。

## 正模標本
在2001年，肯尼思·卡彭特（Kenneth Carpenter）等人將編號CEUM 12360的化石定為聖經雪松甲龍的正模標本。CEUM 12360標本包含了一個不完整、但關節仍連接的頭顱骨，缺乏口鼻部及下頜。他們將其他骨頭列為副模標本，即一些獨立的骨頭，都編入聖經雪松甲龍之內。

## 系統發生學
聖經雪松甲龍被認為與中國的戈壁龍及蒙古的沙漠龍有著接近親緣關係，牠們都被分類在甲龍科中。但近年有研究認為雪松甲龍屬是結節龍科的最原始物種，是爪爪龍、林木龍及楯甲龍的最近親。但是新骨骼的發現確認了雪松甲龍是最原始的甲龍科。

## 外部連結
- Ankylosauridae
- 雪松甲龍 （页面存档备份，存于）